# Antonio Pisarri
Ne doit pas être confondu avec Carlo Antonio Pisarri, peintre et graveur italien du XVIIIe siècle.
Antonio Pisarri, possiblement né en 1660 et mort vers 1679, est un imprimeur, éditeur et libraire italien du XVIIe siècle établi à Bologne.

## Biographie
Il est né au XVIIe siècle à Bologne et a créé une imprimerie. À sa mort, son entourage prend en charge l'imprimerie et publient et impriment plusieurs ouvrages à son nom comme le Ricordi per li signori compositori dell'Accademia de'signori Filarmonici, publié en 1689 au nom des héritiers d'Antonio Pisarri. En 1700, son fils Costantino prend en charge l'imprimerie.